# Danmarks Radios Konserthus

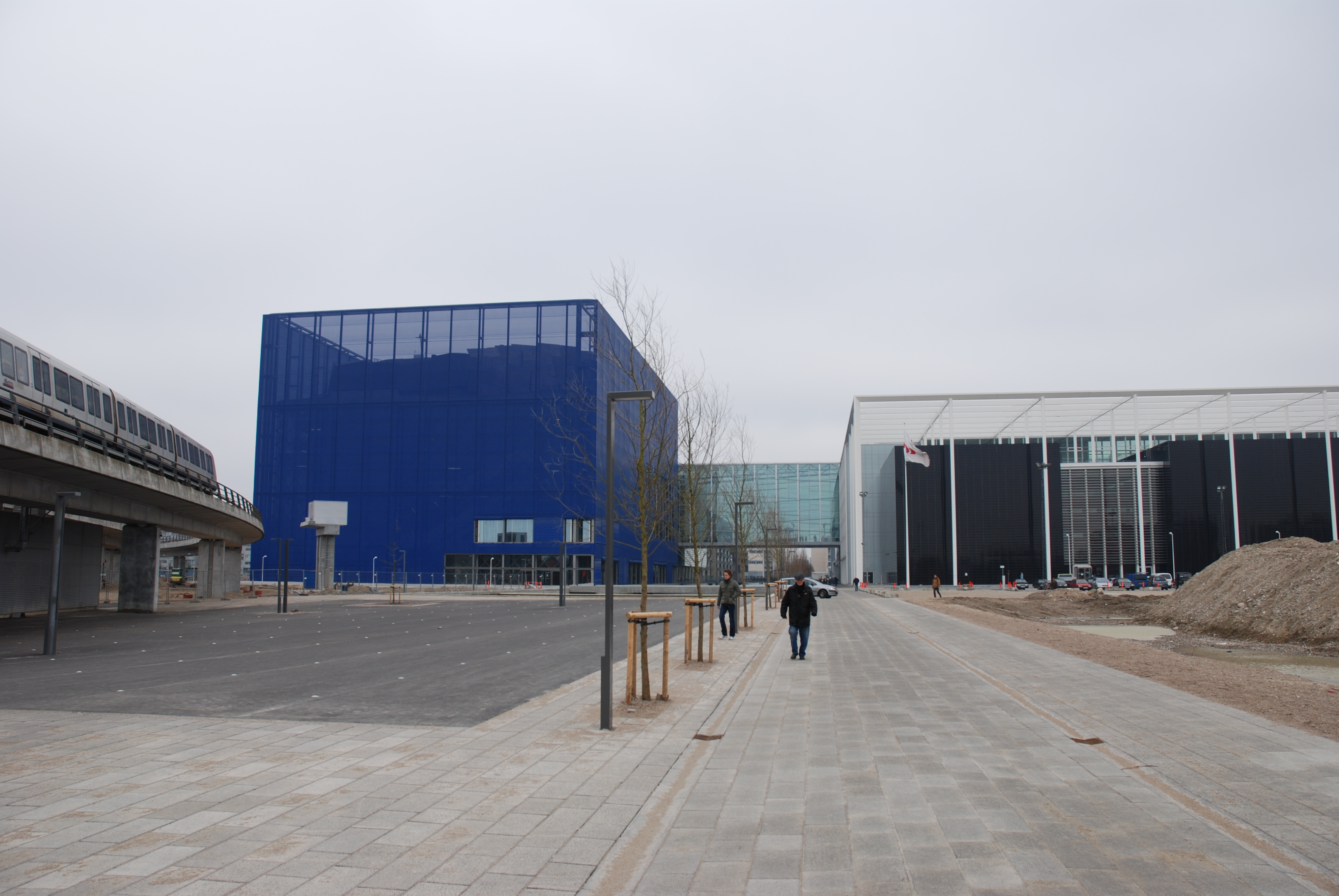
DR Byen med DR Koncerthuset, från metrostationen DR Byen.

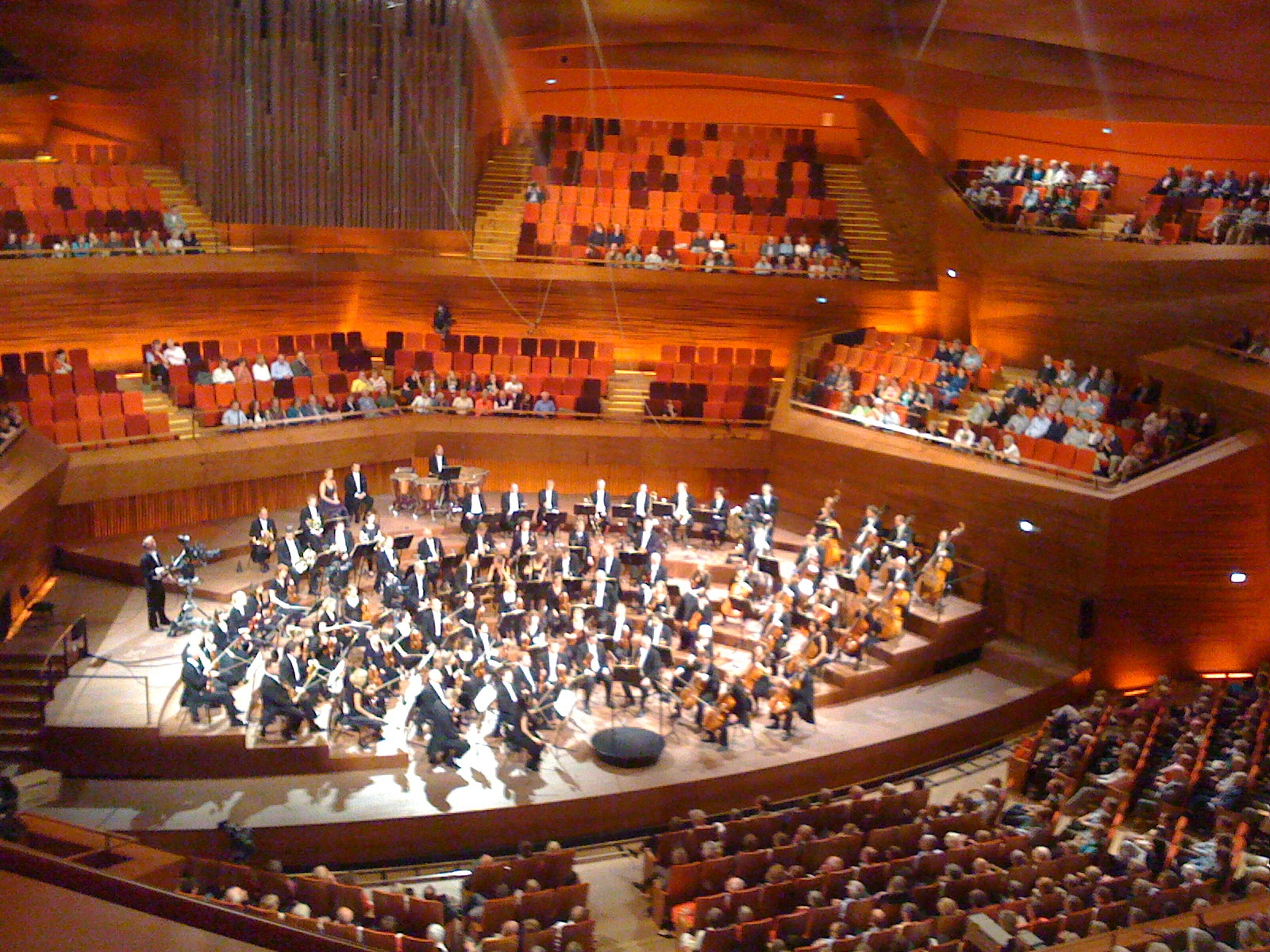
Den stora konsertsalen

Danmarks Radios Konserthus, DR Koncerthuset, är ett av Jean Nouvel ritat konserthus i Köpenhamn.
Konserthuset utgör den fjärde och sista delen av Danmarks Radios nya huvudkontor i DR Byen i stadsdelen Ørestad på Amager i sydvästra Köpenhamn, invigt i januari 2009. Det är hemmalokal för Danmarks Radios orkestrar och körer: DR SymfoniOrkestret, DR Big Bandet, DR UnderholdningsOrkestret, DR VokalEnsemblet och DR KonsertKoret.

## Fakta om byggnaden
Byggnaden är en 45 meter hög rektangulär glaslåda, som innesluter enskilda huskroppar och som omges av halvt genomskinlig, koboltblå polyesterduk. Byggnaden har en volym på 26 000 kvadratmeter. Byggnaden är sju våningar hög. I huset finns omkring 200 rum, varav fyra åhörarsalar.
Byggnaden skiftar utseende efter ljusförhållanden och tid på dagen och under dygnets mörka timmar är skärmen avsedd att projicera ljusbilder på.
Innerväggarna i ojämn betong är gjuten för att efterlikna skrovlig elefanthud, innebärande att plastskikt lagts in mellan betonglager för att få fram en skiftande yta. Liksom ytterväggarna är innerväggarna avsedda att användas för projicering av ljusbilder.

## Åhörarsalarna
Konsertsalen, Studie 1, är upphöjd med golvet tio meter över gatunivån med den övre foajén, med plats för 400 sittande, under den exponerade konsertsalskroppen. Den har en volym på 28 000 m³, som längst 60 meter lång, 47 meter bred och 27 meter hög. Den är byggd i vingårdsform, det vill säga orkesterscen i mitten och åhörarna sittande i läktare runt om. Orkestern sitter ungefär i mitten av konsertsalen och omges av 1 800 publikplatser, flertalet i 14 terrassliknande holkar på olika nivåer utefter väggarna och av olika storlek och form. Tak och väggar är klädda med plywood och körsbärsträ. Lokalen är akustikoptimerad för symfonisk konstmusik, men kan anpassas för annan sorts musik genom utdragbara ljudgardiner.
Studie 2 är 6 600 m³ stor repetitionslokal och konsertsal för 540 åhörare på lösa stolar och har ett likadant orkesterpodium som den stora konsertsalen. Väggarnas stora björkträplattor och är rörliga för att åstadkomma olika akustik med en efterklangstid på mellan 1,1 och 1,7 sekunder. Salen är på 555 m², 29 meter lång, 21 meter bred och 12 meter hög. 
Studie 3 är 1 600 m³, 235 m² stor lokal för upp till 170 åhörare på lösa stolar. Studie 4 har 2000 m³, 220 m² golvyta och plats för 183 sittande eller 285 stående åhörare.

## Jean Nouvel om byggnaden
| ”             | Den ursprungliga idén till byggnaden var tanken på den blåa skärmen, en slags laterna magica, utifrån den ovanliga situationen att det var fråga om ett helt nytt stadsområde som skulle utvecklas. Jag försöker vara en kontextuell arkitekt och gillar att skapa en dialog med mina grannbyggnader, men i detta nybyggnadsområde hade jag ingen kunskap om mina grannar. Därför försökte jag tänka på mig själv som en arkitekt på 1000-talet som hade till uppgift att bygga en katedral i en europeisk stad, och hur sedan de andra byggnaderna kom till runtom katedralen. Detta var möjligt eftersom detta hus troligen är det största och det mest publika huset i närområdet. | „ |
| – Jean Nouvel | |   |

| ”             | När man ser byggnaden i dagsljus får man en slags känsla av vad som döljer sig bakom skärmen, men inte riktigt, och det växlar med ljuset. När solen står lågt ser man konturen mot himlen av byggnaden innanför och ser inramningen av glasfasaden bakom skärmen. I detta ligger en motsättning mot den mycket enkla byggnaden, och man får en känsla av denna insida men vet inte vad som verkligen fins där, bara att det är något som är komplicerat. Det är således förhållandet mellan enkelheten och komplexiteten som är grunden för byggnadens formgivning. | „ |
| – Jean Nouvel | |   |

## Fördyring
Konserthuset började byggas 2003 och blev efter kraftiga förseningar klart först i början av 2009. Förseningen bidrog till stora budgetöverdrag för Danmarks Radios hela nya byggnadskomplex i fyra etapper 1999-2009, varav konserthuset var den sista och mest kostsamma. De sammanlagda kostnadsöverdragen för DR Byen ledde 2007 till en sparplan med nedskärning av personal i Danmarks Radio, bland annat till avsked av 300 medarbetare.
Kostnaden för konserthuset anges till 2,6 miljarder DKK, av totalt cirka 7 miljarder DKK för hela DR Byen.
Enligt en revisionsrapport från KPMG och Grant Thornton, publicerad i juni 2008, anges kostnadsöverskidandet till 1,7 miljarder och att bristfällig ledning från styrelse, företagsledning och projektledning spelat en stor roll för fördyringarna.. År 2004 avskedades medieföretagets generaldirektör och dåvarande styrelseordföranden valde att avgå.. Den senare styrelseordföranden och tre andra ledamöter entledigades av kulturminister Brian Mikkelsen i juni 2008. 

### Fotnoter
1. ↑  www.dr.dk Studie 1 teknik[död länk]
2. ↑  www.dr.dk Studie 2 teknik[död länk]
3. 1 2  Jean Nouvel vid presskonferens vid invigningen av konserthuset 2009-01-17, citerad av www.arcspace.com
4. ↑  Dagens Nyheters webbplats 2009-01-16
5. ↑  BT 2008-06-19
6. ↑  danska Wikipedia, artikeln om DR Byen, läst 2009-03-11[död länk]
7. ↑  www.business.dk 2008-06-24 Arkiverad 14 oktober 2008 hämtat från the Wayback Machine. och Information 2008-07-11